# Goniopora albiconus
Goniopora albiconus är en korallart som beskrevs av Veron 2002. Goniopora albiconus ingår i släktet Goniopora och familjen Poritidae. IUCN kategoriserar arten globalt som sårbar. Inga underarter finns listade i Catalogue of Life.